# Ширен
Ширен (фр. Chirens) насеље је и општина у источној Француској у региону Рона-Алпи, у департману Изер која припада префектури Гренобл.
По подацима из 2011. године у општини је живело 2304 становника, а густина насељености је износила 131,43 становника/km². Општина се простире на површини од 17,53 km². Налази се на средњој надморској висини од 460 метара (максималној 876 m, а минималној 441 m).

## Демографија
| 1962. | 1968. | 1975. | 1982. | 1990. | 1999. | 2011. |
| ----- | ----- | ----- | ----- | ----- | ----- | ----- |
| 801   | 764   | 1.002 | 1.463 | 1.806 | 1.889 | 2.304 |

График промене броја становника у току последњих година